# Махалина, Юлия Викторовна
Ю́лия Ви́кторовна Маха́лина (род. 23 июня 1968, Ленинград, СССР) — российская артистка балета, прима-балерина Мариинского театра, народная артистка России (2008), обладательница премий «Золотой софит» (1995), «Benois de la Danse»  (1998).

## Биография
Юлия Махалина родилась 23 июня 1968 года в Ленинграде (в настоящее время — Санкт-Петербург). Поступила в Ленинградское академическое хореографическое училище (ЛАХУ) (в настоящее время — Академия русского балета им. А. Я. Вагановой). Кроме балета, с детства обучалась игре на фортепиано.
В 15 лет по приглашению Константина Сергеева на сцене Мариинского театра исполнила партии Медоры в 3-м акте балета «Корсар» и Гран-па в балете «Раймонда». В 16 лет — Машу в балете «Щелкунчик». Танцевала Одиллию в па-де-де из 3-го акта балета «Лебединое озеро» на выпускном экзамене в училище.
В 1985 году окончила ЛАХУ (Академию Русского балета им. А. Я. Вагановой) (педагоги М. А. Васильева, И. Л. Баженова, Г. П. Конищев, Н. Н. Серебренников, Т. И. Шмырова) и была принята в Ленинградский государственный академический театр оперы и балета имени С. М. Кирова (с 1992 года — Мариинский театр). Дебютировала в партии Одетты (концертное исполнение 2-й картины «Лебединого озера»).
С 1985 года — артистка, а с 1989 года — солистка Мариинского театра. В театре продолжала занятия и готовила большинство партий в основном под руководством педагогов-репетиторов Ольги Моисеевой и Геннадия Селюцкого. Одну из первых главных партий в театре — Медору в балете «Корсар» — готовила под руководством Петра Гусева, занимавшегося восстановлением этого балета. Партию Мехменэ-Бану в балете «Легенда о любви» готовила под руководством Аллы Осипенко.
Стала первой исполнительницей партий: Анна Каренина в одноимённом балете на музыку П. И. Чайковского, хореография А. Проковского (1993), «Адажио» на музыку С. Барбера, хореография О. Виноградова (1993), Жар-птица в одноимённом балете И. Стравинского, хореография М. Фокина, реконструкция А. Лиепы и И. Фокиной (1994), Раймонда в одноимённом балете А. К. Глазунова, хореография М. Петипа в редакции Ю. Григоровича (1994), Фея в балете «Золушка»  С. Прокофьева, хореография О. Виноградова (1995), и других.
В послужном списке балерины Юлии Махалиной — около 60 сыгранных партий в классических и современных балетах. За первые 8 сезонов в театре, до достижения статуса прима-балерины, она исполнила 17 ведущих партий, 10 из которых — в премьерах. Критики так отзывались о творчестве балерины:

Красота и выразительность движений, благородная удлинённость линий, прекрасные профессиональные данные, артистизм и редкое трудолюбие позволили танцовщице вскоре выдвинуться в ранг солисток. Махалина продемонстрировала свободное владение суперсовременной исполнительской техникой, стремительное вращение, незыблемый апломб. Балерине близки сильные, волевые характеры, трагические судьбы. В то же время Махалина остро чувствует эстетику современности. — М. А. Ильичёва. Энциклопедия «Русский балет»

Впервые я увидела Махалину в 1987 году. Девочка танцевала так невозмутимо-царственно, что Клайв Барнс, известный американский балетный критик, назвал тогда Махалину «герцогиней на отдыхе». Махалина, по моему убеждению, остаётся лучшей исполнительницей таких различных, но масштабных ролей в классическом репертуаре, как Одетта-Одиллия, Никия в «Баядерке» (в этом балете я не знаю ей сегодня равных в мире), Раймонда, Жизель и Китри, не говоря уж о ролях неоклассического репертуара, таких, как Мехменэ-Бану в «Легенде о любви». Махалина, со своей пластичностью и драматизмом просто создана танцевать хореографию самых разных направлений и времён. Так, особое место в творческой судьбе Юлии занимает роль Брунгильды в гениальном балетном спектакле-эпосе Мориса Бежара «Кольцо вокруг кольца» («Кольцо Нибелунгов» на музыку Р.Вагнера). — Н. Н. Аловерт. «Русский базар»
Участвовала в съёмках фильмов-балетов «Корсар» А. Адана (1988), «Дон Кихот» (1988), «Спящая красавица» (1989), «Лебединое озеро» (1990 — с И. Зеленским; 1992 — с А. Лиепой), «Баядерка», «Пахита» (1991), «Матильда Кшесинская. Фантазии на тему» (1993).
В 1990—1992 гг. работала по контракту в берлинском театре «Немецкая опера». Активно гастролирует на ведущих сценах мира (Немецкая опера, Ковент-Гарден, Парижская опера, Метрополитен Опера, Ла Скала, Римский оперный театр, театр Колон (Аргентина), и др.). Занимается преподаванием балетного искусства.
Принимает участие в телевизионных шоу, концертных программах, например, в 2011 году выступала в проекте Первого канала «Болеро» в паре с фигуристом Повиласом Ванагасом (пара получила приз зрительских симпатий).
Дважды была замужем. Живёт с родителями в России в Санкт-Петербурге на Набережной реки Мойки рядом с Юсуповским дворцом.

## Творчество

### Репертуар
Мариинский театр
1986
- Мирта, «Жизель» А. Адана, хореография Ж. Коралли и Ж. Перро, редакция М. Петипа
- Уличная танцовщица, «Дон Кихот» Л. Минкуса, хореография М. Петипа и А. Горского
- Фея Сирени, «Спящая красавица» П. И. Чайковского, хореография М. Петипа, редакция К. Сергеева

1987
- 1-я вариация в Гран-па из балета «Пахита», хореография М. Петипа
- Повелительница дриад, «Дон Кихот» Л. Минкуса, хореография М. Петипа
- Медора**, «Корсар» А. Адана, хореография Ж. Перро, М. Петипа, редакция П. Гусева
- 3-я вариация в картине «Тени», «Баядерка» Л. Минкуса, хореография М. Петипа, редакция В. Пономарёва и В. Чабукиани
- 19 сентября — Одетта-Одиллия, «Лебединое озеро» П. И. Чайковского, хореография М. Петипа и Л. Иванова, редакция К. Сергеева (принц Зигфрид — Марат Даукаев)

1988
- Гамзатти, «Баядерка» Л. Минкуса, хореография М. Петипа, редакция В. Пономарёва и В. Чабукиани
- Мария, «Проба» на музыку Г. Прессера и И. С. Баха, хореография А. Фодора
- Никия, «Баядерка» Л. Минкуса, хореография М. Петипа, редакция В. Пономарёва и В. Чабукиани

1989
- Китри, «Дон Кихот» Л. Минкуса, хореография М. Петипа и А. Горского
- Солистка в Гран-па из балета «Пахита», хореография М. Петипа

1990
- Солистка**, «Тема с вариациями» на музыку П. И. Чайковского, хореография Дж. Баланчина

1991
- Жизель, «Жизель» А. Адана, хореография Ж. Коралли, Ж. Перро, М. Петипа (дебютировала на сцене Немецкой оперы, Берлин)
- Аврора, «Спящая красавица» П. И. Чайковского, хореография М. Петипа, редакция К. Сергеева
- Лебедь, хореографическая миниатюра М. Фокина на музыку К. Сен-Санса
- Солистка II части**, «Симфония до мажор» на музыку Ж. Бизе, хореография Дж. Баланчина

1992
- Раймонда, «Раймонда» А. К. Глазунова, хореография М. Петипа, редакция К. Сергеева
- III дуэт**, «В ночи» на музыку Ф. Шопена, хореография Дж. Роббинса
- Терпсихора**, «Аполлон» И. Стравинского, хореография Дж. Баланчина

1993
- Мехменэ-Бану, «Легенда о любви» А. Д. Меликова, хореография Ю. Григоровича
- Анна**, «Анна Каренина» на музыку П. И. Чайковского, хореография А. Проковского
- Солистка*, «Адажио» на музыку С. Барбера, хореография О. Виноградова (дебютировала на гастролях Мариинского театра в Лондоне)
- Солистка, «Шотландская симфония» на музыку Ф. Мендельсона, хореография Дж. Баланчина

1994
- Жар-птица**, «Жар-птица» И. Стравинского, хореография М. Фокина, редакция А. Лиепы и И. Фокиной
- Раймонда**, «Раймонда» А. К. Глазунова, хореография М. Петипа, редакция Ю. Григоровича

1995
- Маша, «Щелкунчик» П. И. Чайковского, хореография В. Вайнонена
- Фея*, Золушка, «Золушка» С. Прокофьева, хореография О. Виноградова (дебютировала в заглавной партии на гастролях Мариинского театра в США, Метрополитен-опера, Нью-Йорк)
- Зобеида, «Шехеразада» на музыку Н. А. Римского-Корсакова, хореография М.  Фокина, редакция А. Лиепы и И. Фокиной
- Сильфида, «Сильфида» Г. Левенскольда, хореография А. Бурнонвиля, редакция Э. М. фон Розен (дебютировала в Датском королевском балете, Копенгаген)
- Мария, «Бахчисарайский фонтан» Б. В. Асафьева, хореография Р. Захарова (дебютировала на гастролях Мариинского театра в Париже)

1996
- Герцогиня Альба*, «Гойя-Дивертисмент» на музыку М. И. Глинки, хореография Х. Антонио
- Мария Тальони, «Па-де-катр» на музыку Ц. Пуни, хореография А. Долина
- Па-де-де Дианы и Актеона из балета «Эсмеральда», хореография А. Вагановой
- Девушка, «Видение розы» на музыку К. М. фон Вебера, хореография М. Фокина

1999
- Джульетта, «Ромео и Джульетта» С. Прокофьева, хореография Л. Лавровского
- Смерть, «Юноша и Смерть» на музыку И. С. Баха, хореография Р. Пети

2000
- «Кармен» на музыку Ж. Бизе, хореография Р. Пети

2001
- Манон, «Манон» на музыку Ж. Массне, хореография К. Макмиллана
- Сирена**, «Блудный сын» С. Прокофьева, хореография Дж. Баланчина

2002
- Мачеха**, «Золушка» С. Прокофьева, хореография А. Ратманского

2003
- Качуча Фанни Эльслер из балета «Хромой бес», хореография Ж. Коралли

2004
- Избранница**, «Весна священная» И. Стравинского, хореография В. Нижинского

2005
- Фея Сирени, «Спящая красавица» П. И. Чайковского,  хореография М. Петипа, редакция С. Вихарева

2010
- Эгина, «Спартак» А. Хачатуряна, хореография Леонида Якобсона

(*) — первая исполнительница партии.

(**) — первая исполнительница в постановке на сцене Мариинского театра.

### Немецкая опера(Берлин)
- 1991 — «Аполлон» И. Стравинского, хореография Дж. Баланчина — Терпсихора
- 1991 — Па-де-де на музыку П. И. Чайковского,  хореография Дж. Баланчина — Солистка
- 1992 — «Кольцо вокруг кольца Нибелунгов» на музыку Р. Вагнера, хореография М. Бежара  — Брунгильда, Фрика

### Партии в других театрах, концерты, гастроли
- 1989 — «Гран па классик» Д. Обера, хореография В. Гзовского — Солистка — Международный гала-концерт (Монреаль, Канада)
- 2000 — «Электра» П. Кукоса, хореография Л. Вегетти — Электра — первая исполнительница, мировая премьера (Греция)
- 2003 — «Онегин» на музыку П. И. Чайковского, хореография Дж. Крэнко — Татьяна — гастроли в Токио (Япония)
- 2005 — «Весна священная» И. Стравинского, хореография Д. Бандурски — Фея — первая исполнительница, мировая премьера (Болгария)
- 2007 — «Мата Хари» на музыку разных композиторов, хореография В. Романовского — Мата Хари — первая исполнительница —  театр «Мюзик-Холл» (Санкт-Петербург)
- Балет «Красная Жизель» на музыку П. Чайковского, А. Шнитке, Ж. Бизе, хореография Б. Эйфмана — Ольга Спесивцева
- Балет «Поэма экстаза» на музыку А. Скрябина, хореография А. Ратманского — Солистка
- Балет «Last Horizon», хореография В. Анжелова
- Балет «Двое на качелях» на музыку И. С. Баха и Ч. Варгас, хореография Р. Поклитару
- 2011 — Музыкально-балетная композиция  «Признание» на музыку Игоря Дункула, хореография Ильи Устьянцева (Санкт-Петербург)
- 2011 — спектакль «Я — клоун Божий. Нижинский», режиссёр Ю. Цуркану — театр «Приют Комедианта» (Санкт-Петербург)

Будучи на гастролях, Юлия Махалина в качестве приглашённой солистки исполняла ведущие партии в спектаклях крупнейших театров России и мира: «Баядерка», «Лебединое озеро», «Жар-птица» (Большой театр, Россия),  «Пахита» (театр «Гранд-Опера», Франция, Париж),   «Баядерка» (театр «Колон», Аргентина, Буэнос-Айрес),  «Лебединое озеро» (США, Бостон),  в труппе Датского Королевского балета.

## Звания и награды
- 1990 — Гран при и Золотая медаль 4–го Международного конкурса артистов балета[фр.] (Париж)
- 1990 — Кинематографическая премия имени братьев Люмьер (Париж)
- 1995 — Заслуженная артистка России — ...за заслуги в области искусства...[5]
- 1995 — Высшая театральная премия Санкт-Петербурга «Золотой софит» за исполнение партии Никии в балете «Баядерка»
- 1998 — Первая премия Международного конкурса «Benois de la Danse» за исполнение партии Мехменэ-Бану в балете «Легенда о любви» в постановке Ю. Григоровича
- 2008 — Народная артистка России[1]

## Видеография
- 1988 — «Оживлённый сад» из балета «Корсар» А. Адана, хореография Ж. Перро  и М. Петипа в редакции П. Гусева,  спектакль Мариинского театра,  дирижёр Виктор Федотов  — Медора (Гюльнара — Любовь Кунакова)
- 1988 — «Дон Кихот» Л. Минкуса, хореография М. Петипа и А. Горского,  спектакль Мариинского театра,  дирижёр Виктор Федотов  — Повелительница Дриад (Китри — Татьяна Терехова, Базиль — Фарух Рузиматов) (выпущен на DVD)
- 1989 — «Спящая красавица» П. И. Чайковского, хореография М. Петипа в редакции К. Сергеева, спектакль Мариинского театра, руководитель балетной труппы О. Виноградов, дирижёр Виктор Федотов  — Фея Сирени (Принцесса Аврора — Лариса Лежнина, Принц Дезире — Фарух Рузиматов) (выпущен на DVD)
- 1990 — «Лебединое озеро» П. И. Чайковского, хореография М. Петипа и Л. Иванова в редакции К. Сергеева, спектакль Мариинского театра, дирижёр Виктор Федотов — Одетта-Одиллия (Принц Зигфрид — Игорь Зеленский) (выпущен на DVD)
- 1992 — «Лебединое озеро» П. И. Чайковского, хореография М. Петипа и Л. Иванова в редакции К. Сергеева, спектакль Мариинского театра — Одетта-Одиллия (Принц Зигфрид — Андрис Лиепа) (транслировался по телевидению)
- «Баядерка» Л. Минкуса, спектакль Мариинского театра — Никия
- 1991 — Гран-па из балета «Пахита» Л. Минкуса, хореография М. Петипа — Пахита (партнёр — Игорь Зеленский)
- 1993 — «Матильда Кшесинская. Фантазии на тему»
- 1995 — «Золушка», хореография Олега Виноградова — Фея
- 2005 — «Sacred Stage: The Mariinsky Theater» / «Священная сцена: Мариинский театр» (док. фильм, пр-во США)